# Вадино
Вадино (рус. Вадино) насељено је место урбаног типа (рус. посёлок) на западу европског дела Руске Федерације. Насеље је смештено у северном делу Сафоновског рејона у централном делу Смоленске области.
Према процени из 2007. у насељу је живело 1.507 становника. Седиште је истоимене општине са укупно 1.853 становника.
Насеље се налази у северном делу Сафоновског рејона на око 13 км северно од административног центра рејона града Сафоново.